# Zenodorus marginatus
Zenodorus marginatus är en spindelart som först beskrevs av Simon 1902.  Zenodorus marginatus ingår i släktet Zenodorus och familjen hoppspindlar. Inga underarter finns listade i Catalogue of Life.